# クラッチスタートシステム
クラッチスタートシステムとは、自動車のエンジンを始動する際、クラッチペダルを奥まで踏み込まないとキースイッチを回してもセルモーターが動作せず、エンジンが始動しないフールプルーフシステム。マニュアルトランスミッション（MT）車に装備される。
オートバイの場合には、クラッチレバーを握らないとスタータースイッチを押しても始動しない。

## 背景
MT車向けではない不適切なリモートエンジンスターターを取り付け、傾斜地などでギアを入れたまま駐車している状態でこれを使用すると、パーキングブレーキを正しくかけていても車が動いてしまう。これによる交通事故が多発し、日本自動車工業会（自工会）では1999年（平成11年）7月から積載量2トン以上のトラックや特殊自動車などの例外を除いた新車MT車への搭載を決定した。クラッチスタートシステム自体はそれ以前から存在し、オートバイでは1990年代以前から普通に装備されていたが、自工会の決定以前に発売された四輪自動車や、輸入車には装備されていないものが多い。
このシステムはスターターモーターの電気回路をクラッチペダルに連動するスイッチで開放するだけのものであり、従来通り押しがけや引きがけは可能である。

## 仕様
ほとんどの四輪車とスズキなど一部企業の二輪車では、シフトレバーがニュートラル状態でもクラッチペダルを床まで踏み込むかクラッチレバーを完全に握り込むかしないとスターターが動作しないが、ホンダなどの二輪車ではニュートラル位置ではクラッチの握り込みは必要がない仕様になっている。
プッシュスタート式のMT車では、オートマチックトランスミッション（AT）車と同様にブレーキが電源の切替とエンジン始動を識別するトリガーとなっており、この電源側トリガーであるブレーキペダルとクラッチスタートシステム側のトリガーであるクラッチペダルの両方を踏まないとボタンを押してもスターターが動作しない仕様の車と、BMWやホンダなど、クラッチの踏み込みが双方のトリガーとなっており、クラッチペダルの踏み込みのみでエンジンが始動可能な車とがある。

## 操作とキャンセルについて
この装置がついている車では、従来自動車教習所で教えられていたような、踏切内などでエンジンの始動ができなくなった際に「スターターモーターで強引に車を動かす（ギアを入れてクラッチをつないだままエンジンを始動する）」という脱出手段が使えない。このため、クラッチスタートシステム装備車の取扱説明書には「車を置いたままなるべく早く線路内から退避し、踏切の非常ボタンを押す（あるいは発炎筒を焚く、赤色灯を振るなど）」と記述されており、二次的な事故の防止を最優先している。
従来より、教習所では踏切内でエンストの原因となるシフトチェンジ自体を行わないよう指導されており、手前で一時停止し、ローギアのみで踏切を通過することを推奨している。踏切内変速は技能試験・技能検定での減点対象となり、危険行為として検定中止になる場合もある。また適切に整備された自動車がそれ以外の理由で踏切内に立往生することは極めて稀である。長大なトレーラーや車高を下げすぎた乗用車がカマボコ型の踏切内で身動きが取れなくなる場合がある程度である。
トヨタ・ランドクルーザーなど、一部のクロスカントリータイプの四輪駆動車には、オフロード走行時の困難な状況にも対応できるように、ボタン操作によって一定時間内に一度だけなど、一定の条件でクラッチスタートシステムを解除するクラッチスタートキャンセルスイッチが装備されている。
本システムは、クラッチペダルが踏み込まれていることを感知するスイッチを誤認識させることで解除することができる。ただし、クランクシャフトを支えるスラストベアリングのごくわずかな磨耗を防止することやリモートエンジンスターターが利用できるということのほかに利点はない。
本システム装備車の場合、クラッチペダルのスイッチ回線に手動式の隠しスイッチを割り込ませることで、たとえエンジンキーがあっても、その隠しスイッチをオンにしなければエンジンが始動できなくなるという簡易的な盗難防止装置としても流用できる。